# Округ Оринџ (Индијана)
Округ Оринџ (енгл. Orange County) је округ у америчкој савезној држави Индијана.

## Демографија
По попису из 2010. године број становника је 19.840, што је 534 (2,8%) становника више него 2000. године.
| Група             | 2000.          | 2010.          |
| Белци             | 18.833 (97,5%) | 19.144 (96,5%) |
| Афроамериканци    | 122 (0,6%)     | 170 (0,9%)     |
| Азијати           | 33 (0,2%)      | 62 (0,3%)      |
| Хиспаноамериканци | 108 (0,6%)     | 194 (1,0%)     |
| Укупно            | 19.306         | 19.840         |